# Infanta Maria Teresa a Spaniei
Infanta Maria Teresa a Spaniei (spaniolă María Teresa Isabel Eugenia del Patrocinio Diega de Borbón y Habsburgo, Infanta de España; 12 noiembrie 1882 - 23 septembrie 1912) a fost al doilea copil al regelui Alfonso al XII-lea al Spaniei și al celei de-a doua soții, Maria Cristina de Austria. Maria Teresa a fost infantă a Spaniei și membră a Casei de Bourbon prin naștere iar prin căsătoria cu Prințul Ferdinand de Bavaria a fost prințesă și ducesă de Bavaria și membră a Casei de Wittelsbach.

## Căsătorie și copii
La 12 ianuarie 1906, la Madrid, Maria Teresa s-a căsătorit cu verișorul ei primar, Prințul Ferdinand de Bavaria, fiul cel mare al Prințului Ludwig Ferdinand de Bavaria și a soției acestuia, Infanta María de la Paz a Spaniei.Maria Teresa și Ferdinand au avut patru copii:
- Infantele Luis Alfonso al Spaniei (6 decembrie 1906 - 14 mai 1983)
- Infantele José Eugenio al Spaniei (26 martie 1909 - 16 august 1966)
- Infanta Maria de las Mercedes a Spaniei (3 octombrie 1911 - 11 septembrie 1953)
- Infanta Maria del Pilar a Spaniei (15 septembrie 1912 - 9 mai 1918)